# Ally Financial
Ally Financial Inc., tidigare General Motors Acceptance Corporation (Gmac), är en amerikansk bank (Ally Bank Corp.) men även ett finans- och försäkringsbolag som erbjuder sina kunder bland annat bostadslån, fordonsförsäkringar, kreditkort och olika finansieringslösningar för köp eller leasing av fordon. 2016 var de USA:s största företag rörande fordonsfinansiering med en marknadsandel på 5,75%. Ally var också USA:s 18:e största bank efter tillgångar för år 2018.
Företaget grundades 1919 som General Motors Acceptance Corporation (Gmac) av den amerikanska globala fordonstillverkaren General Motors Corporation (GM) i syfte att erbjuda sina återförsäljare hjälp både ekonomiskt och logistiskt för att de skulle alltid ha tillräckligt med fordon till försäljning. Några år senare införde man också förmånliga lån för att underlätta för kunder vid köp av fordon. 2000 blev Gmac en bank när man grundade nischbanken Gmac Bank. 2006 sålde GM en kontrollerande aktiepost på 51% i GMAC till riskkapitalbolaget Cerberus Capital Management. 2009 meddelade Gmac att man skulle byta namn på sin bank och att den skulle heta Ally Bank, året efter bytte hela koncernen namn till Ally Financial. 2014 blev det offentligt att Ally skulle bli ett publikt aktiebolag och handlas på New York Stock Exchange (NYSE).
För 2018 hade Ally en omsättning på nästan $9,1 miljarder och hade en personalstyrka på omkring 8 200 anställda. Deras koncernhuvudkontor ligger i Detroit i Michigan medan bankens huvudkontor ligger i Sandy i Utah.